# 魯道夫·格拉齊亞尼
鲁道夫·格拉齐亚尼（義大利語：Rodolfo Graziani，1882年8月11日—1955年1月11日），義大利王國驻北非義大利军总司令，意属利比亚、意属东非總督，義大利社会共和国（萨洛共和国）国防部长。
由於其在利比亞戰爭期間壓迫當地居民的殘忍手段，使其獲得了“費贊的屠夫”的綽號。儘管如此，他卻從未因此受到起訴。

## 生平经历
早年，格拉齐亚尼曾加入意大利军，参加过第一次世界大战。1927年起，在驻利比亚的意大利军中任职。1930年晋升为少将，1932年晋升为中将；1935年任意属索马里总督，晋升为上将，指挥所部意大利军入侵埃塞俄比亚。
1936年5月晋升为元帅，接替佩特羅·巴多格里奧元帅任埃塞俄比亚总督。1937年2月遇刺，12月奉命返回意大利。1939年9月，任意大利本土军司令；1939年10月，任意大利陆军参谋长。意大利参加第二次世界大战后，1940年7月至1941年3月，任利比亚总督兼驻北非的意大利军总司令，指挥对英军的作战，但再次遭到失败；此后被召回意大利并解除指挥职务。
1943年，在墨索里尼被德军救出后成立的意大利社会共和国中任国防部长，指挥对意大利人民抵抗运动的镇压。1945年4月28日，被意大利游击队抓获；1948年和1950年两次接受审判（並非因為戰爭罪行），被处有期徒刑19年，但不久即被释放；1955年病逝於羅馬。

## 於利比亞期間
因為反對義大利的暴政，利比亞爆發了反殖民運動，義大利政府花了近十年的時間才將利比亞整頓好。在1922到1932年當中，義大利殖民政府直接或間接的造成了利比亞居民超過10萬人死亡，也成為戰後義大利社會反思的議題。

## 北非军事生涯
1940年12月9日—1941年2月10日，在第二次世界大战的北非战争中，英第8軍團于对在利比亚的意大利军队实施的进攻战役。
1940年9月，魯道夫·格拉齊亞尼元帅率義大利第10軍團入侵埃及，并佔領地中海沿岸西迪拜拉尼地区。意大利军队共20万人，编9个师，分别部署在5个筑垒营地。意指挥部麻痹大意，既不组织侦察，又不派出翼侧警戒。当时，英军驻中东总司令韦维尔将军只有一支3万多人的军队和一个不完整的裝甲师。面对兵力悬殊的情况，韦维尔突发奇想，打造了一支“橡皮部队”，实施疑兵之计。英第8軍團（原称“尼罗河”軍團）司令韦维尔将军决定实施一次有限目标的战役：把意大利军队从被佔領的埃及领土驱逐出去。因此，最初仅动用驻埃及军队的四分之一（1个步兵师和1个装甲师），共约1.5万人。
橡皮戰車充飽气体后可担任巡逻任务，放掉气体后可装进板球袋里，携带方便；橡皮野戰砲可以装进饼干盒内；两吨型橡皮载重卡车放掉气体后还没有弹药箱大。工程兵制造了戰車履带痕迹。一条假公路一直修到西迪·巴拉尼以南，因为格拉齐亚尼的军队就驻紮在那里。英军让阿拉伯人领着成群的骆驼在沙漠里行动。骆驼身后拖上耙形装置，走动便会掀起漫天灰尘，从空中观察就像移动中的庞大的戰車纵队。意大利飞机在高空拍摄到的情景，使魯道夫·格拉齊亞尼相信在他的右翼有一支强大的英军戰車、大砲部队。同时，有情报说英军增援部队正在途中。魯道夫·格拉齊亞尼害怕侧翼受击和被裝甲部队切断，就命令他的部队停止前进，沿着亚历山大公路掘壕防守。
韦维尔采用“橡皮部队”迷惑敌人的同时，极其秘密地调动部队于12月9日发起突然攻击；英第7裝甲师和随后跟进的印度第4步兵师，穿越義军营地之间未设防的30公里宽的间隙地，从后方向義军营地发起攻击。英军的进攻完全出乎義军所料；此时虽然義军处于绝对优势，但因为先入为主的認知，使格拉齐亚尼坚持认为英军兵力强大。因此，在英军的进攻面前義军全面退却，各营地驻军几乎不战而降，義军指挥部已无法指挥军队，韦维尔的军队遂深入推进了1000公里，一举突入利比亚。英军继续跟踪追击退却之敌，于1941年1月5日进占巴迪亞，1月22日进占图卜鲁格，2月6日进占班加西。但是，根据英国内阁的决议，战役于1941年2月10日中止，部队在阿盖拉设防固守。
战役期间，英军死475人，伤1225人，失踪43人。義军仅被俘官兵就有13万余人，损失戰車约400辆，火砲1290门。经此一役，意大利在非洲的军队彻底垮台。就这样，韦维尔凭借一支“橡皮部队”打败了意大利庞大的非洲军团。英军能在沙漠地的困难条件下隐蔽地进行战役准备，并能出敌不意地实施迂回机动，向大纵深实施进攻。

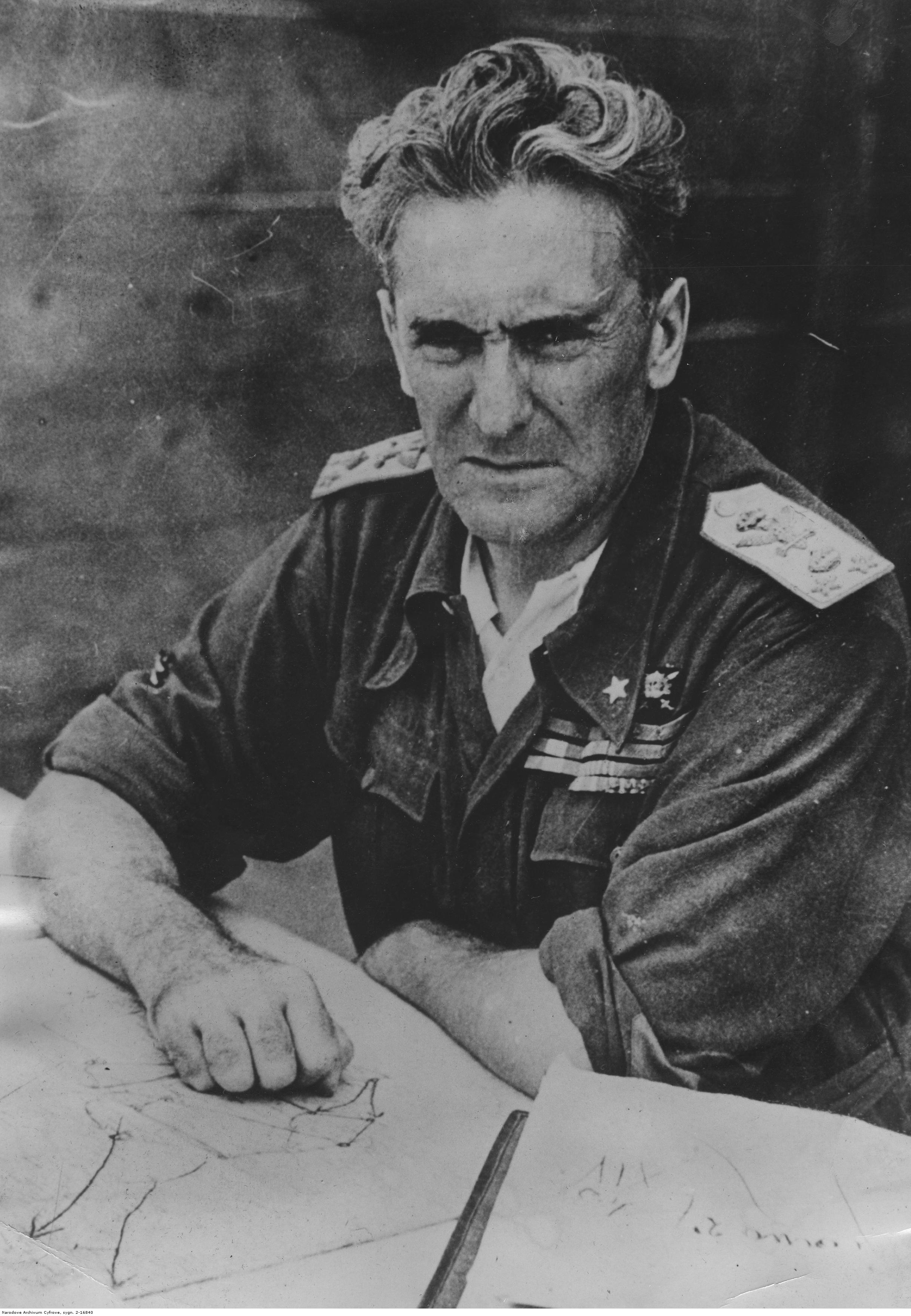
1940年的格拉齐亚尼

## 回忆录
- 《我保卫了祖国》